# تیا کریر
تیا کریر (به انگلیسی: Tia Carrere) یک بازیگر آمریکایی است.
او در سال ۱۹۶۷ در هاوایی زاده شده‌است.
معروفترین سریال او شکارچی حرفه‌ای و فیلم سینمایی دروغ‌های حقیقی بوده‌است که در سال ۲۰۰۲-۱۹۹۹ ساخته شده‌است. آخرین فیلمی که او بازی کرده فیلم بوسه عشق بوده که در سال ۲۰۱۰ ساخته شده‌است.
او همچنین در فیلم خواهر کوچک، جهان وین ۲، وظیفه هیئت منصفه و پنج آس بازی کرده است.